# Фурберос
Фурберос (исп. Furberos) — посёлок в муниципалитете Коацинтла мексиканского штата Веракрус. Численность населения, по данным переписи 2010 года, составила 244 человека.

## Общие сведения
Город сыграл важную роль в развитии нефтяной промышленности Мексики. В 1939 году была построена железная дорога с дековилевской колеёй, связавшая его с портом Туспан, впоследствии разрушенная.
Город назван в честь гражданина США Джона Фербера, в начале XX века занимавшегося здесь поиском нефти и открывшего одно из первых нефтяных месторождений на территории Мексики.